# Cantonul Bray-sur-Somme
Cantonul Bray-sur-Somme este un canton din arondismentul Péronne, departamentul Somme, regiunea Picardia, Franța.

## Comune
| Comune               | Populație (1999) | Cod poștal | Cod INSEE |
| -------------------- | ---------------- | ---------- | --------- |
| Bray-sur-Somme       | 1 316            | 80340      | 80136     |
| Cappy                | 485              | 80340      | 80172     |
| Cerisy               | 387              | 80800      | 80184     |
| Chipilly             | 135              | 80800      | 80192     |
| Chuignolles          | 137              | 80340      | 80195     |
| Éclusier-Vaux        | 69               | 80340      | 80264     |
| Étinehem             | 279              | 80340      | 80295     |
| Frise                | 158              | 80340      | 80367     |
| Herbécourt           | 133              | 80200      | 80430     |
| Méricourt-l'Abbé     | 483              | 80800      | 80530     |
| Méricourt-sur-Somme  | 164              | 80340      | 80532     |
| Morcourt             | 268              | 80340      | 80569     |
| Morlancourt          | 318              | 80300      | 80572     |
| La Neuville-lès-Bray | 260              | 80340      | 80593     |
| Sailly-Laurette      | 266              | 80800      | 80693     |
| Sailly-le-Sec        | 266              | 80800      | 80694     |
| Suzanne              | 151              | 80340      | 80743     |
| Treux                | 244              | 80300      | 80769     |
| Ville-sur-Ancre      | 235              | 80300      | 80807     |